# Sketch History/Episodenliste
Diese Episodenliste enthält die Episoden der deutschen Sketch-Comedy-Serie Sketch History.
Neben den regulären Episoden gibt es noch zwei Best of-Folgen mit Zusammenschnitten aus den drei Staffeln.

## Staffel 1
| Nr. | Erstausstrahlung | Inhalt |
| --- | ---------------- | --- |
| 1   | 9. Oktober 2015  | - Die Besatzung der Bounty beschwert sich über mangelnden Komfort, die Brotfruchtpflanzen und anderes. Darauf folgt die Meuterei. - Der sex-süchtige John F. Kennedy löst wegen einer Dolmetscherin den Dritten Weltkrieg aus, hat aber „seinen letzten Sex“ mit der Dame. - Gaius Iulius Caesar als Klaus Kinski gerät bei den Fragen des Brutus über den Ausgang der Entscheidungsschlacht in Gallien in Rage. - Lancelot erzählt erfundene Heldentaten vor den Rittern der Tafelrunde. - Zwei Pestfrauen im Mittelalter unterhalten sich. - Ludwig van Beethoven spielt am Klavier das Intro zum Lied „Vielen Dank für die Blumen“. - Joseph Goebbels versucht bei seiner Sportpalastrede, das deutsche Volk mit Witzen aufzumuntern, scheitert aber und erhält donnernden Applaus nur für die Frage „Wollt ihr den Totalen Krieg?“. - Eva Braun sorgt sich nach der Heirat mit Adolf Hitler, was die Nachbarn über die beiden denken. - Jesus Christus bei seiner Bergpredigt: Die Zuhörer nehmen sein Gleichnis des auf Sand gebauten Hauses wörtlich und überschütten den Redner mit Haftungsfragen bei Bauschäden. |
| 2   | 30. Oktober 2015 | - Die Hinrichtung von Maria Stuart durch einen Schnupperpraktikanten des Scharfrichters misslingt mehrmals. - Zwei Steinzeitmänner diskutieren zwar hochgelehrt die soziologischen und verhaltenspsychologischen Aspekte der Beziehung zwischen den Geschlechtern, reagieren aber dann recht animalisch-simpel auf den erotischen Tanz einer Frau. - Generäle des Dreißigjährigen Krieges wollen den völlig unübersichtlich gewordenen Krieg verlängern, damit es nicht der Achtundzwanzigjährige Krieg wird. - Ludwig van Beethoven spielt am Klavier das Lied „Atemlos durch die Nacht“ von Helene Fischer. - Wallace Hartley als Klaus Kinski regt sich erst über das falsche Spiel eines Musikers der Tanzkapelle auf der Titanic, dann über die panischen Passagiere beim Untergang der Titanic auf. - Walter Ulbricht („Niemand hat die Absicht...“) teilt die Stadt Berlin mit einer Mauer. - John F. Kennedy mit Sexsucht probt seine Ich-bin-ein-Berliner-Rede, wird dabei aber von einer Frau, die mit den Anzügen für den Berlinbesuch erscheint, massiv abgelenkt. - Ein Ehepaar erscheint bei Hitlers Reichsparteitagsrede von 1936, weiß aber gar nicht, wer der Redner ist. - Zwei Pestfrauen im Mittelalter treffen sich. - Sexuelle Andeutungen beim Studium der Karten auf der Entdeckungsfahrt von Ferdinand Magellan nach Osten. - Die Hauptpersonen kommentieren. |
| 3   | 4. Dezember 2015 | - Die unlesbaren Codes der Enigma-M4 sind nur alberne Spaßsprachen von Kindern. - Bei einer Lagebesprechung bei George Armstrong Custer ist von dessen Offizieren einer taub, ein zweiter blind und der dritte stumm, so dass es zu einer vollkommen chaotischen Unterredung kommt. - Maria und Joseph auf Herbergssuche in Bethlehem sind mit den Unterkünften in Bethlehem unzufrieden. - Ludwig van Beethoven täuscht seine Taubheit nur vor, weil er sich zu ihm unbequemen Dingen nicht äußern will. - Maria und Josef, zweiter Teil, erörtern die Vaterfrage. - Joseph Goebbels versucht bei seiner Sportpalastrede, das deutsche Volk mit Handpuppen aufzumuntern. - Maria und Josef, dritter Teil: die Geburt im Stall. - Ein südafrikanischer Bure, der mit den gefangenen Afrikanern zusammen gefesselt in einem Sklavenschiff liegt, versucht zu beweisen, dass er ja gar kein Schwarzafrikaner sei und darum freigelassen werden müsse, wird dafür aber von diesen wie von den Aufsehern als übler Rassist beschimpft. - Der Anonyme Anti-Alkoholiker-Club zur Zeit der Wikinger tagt und verzeichnet schöne Erfolge. |
| 4   | 29. Januar 2016  | - Alexander Graham Bell erhält direkt nach Erfindung des Telefons Werbeanrufe und zertrümmert daraufhin seine Erfindung mit einem Baseballschläger. - William Shakespeares verlorene Jahre: Shakespeare kann sich in seiner poetischen Theatersprache mit den Straßenhuren nicht verständigen. - War Boat: Folge 31, „Geheimnisse“ – und Aufdeckung schwuler Verhältnisse unter deutschen Flottenoffizieren. - Es erscheinen die Heiligen Drei Könige, bei denen Klaus Kinski als Melchior in Rage gerät, weil er „nichts zu fressen und zu saufen“ kriegt. - Ludwig van Beethoven komponiert eine Oper und benutzt dazu Lieder aus der heutigen Zeit. (Europe: „The Final Countdown“, Van Halen: „Jump“, The Kelly Family: „An Angel“, Rammstein: „Engel“). Dafür erhält er höchstes Lob von dem ihn besuchenden Erzherzog. - Melchior von den Heiligen Drei Königen, also Klaus Kinski, rastet endgültig aus, als er erfährt, dass er die Myrrhe als Geschenk für das neugeborene Baby überbringen soll. Er schleudert den Inhalt der Kassette dem Balthasar ins Gesicht, klaut dem Kaspar das Gold, haut damit ab – und leitet dabei zum Wilden Westen über. - Wyatt Earp will statt der Schießerei am O. K. Corral ein Duell, in dem auf seiner Seite ein Schnupperpraktikant auftritt. - Eva Braun nennt nach der Heirat mit Adolf Hitler den Zweiten Weltkrieg eine „Machonummer“ und bringt Hitler dazu, Winston Churchill und Josef Stalin zu einem Wettpinkeln einzuladen. - Der Schnupperpraktikant erschießt den Sheriff von hinten, weil er immer alles „vermasselt“. Es erklingt Bob Marleys „I Shot the Sheriff“. Auch Eva Braun meldet sich abschließend noch einmal, ebenso Klaus Kinski mit Angriffen auf den Regisseur der Sendereihe. |
| 5   | 26. Februar 2016 | - John F. Kennedy mit seiner Sexsucht ist beim Auftritt einer Stenotypistin nicht mehr in der Lage, ein ernsthaftes Gespräch mit seinem Außenminister McNamara über die Kubakrise zu führen. - Eingeschoben wird eine kurze Science-Fiction-Referenz: Fantastische Raumschiffe konkretisieren die Auferstehung Jesu. - Ein Wikingeranführer kanzelt seine Untergebenen ab, weil sie aus abgrundtiefer Dummheit bei einem Begräbnis das eigene Schiff mitsamt der jüngsten Beute abgefackelt haben und jetzt mittellos festsitzen. - War Boat: Folge 47, „Erinnerungen“ – und weitere einschlägige Enthüllungen, auch der obligatorische Tote durch den Kombüsenchef. - Ludwig X. von Frankreich lacht hysterisch über beleidigende Witze und schlimmste Beschimpfungen durch seinen Hofnarren, der das alles überhaupt nicht lustig findet. - Ludwig van Beethoven spielt am Klavier „The Girl from Ipanema“. - Die Pestfrauen im Mittelalter unterhalten sich über abgefaulte Arme und lebende Ratten. - Joseph Goebbels versucht bei seiner Sportpalastrede, das deutsche Volk als Büttenredner aufzumuntern. - Thomas Alva Edison erfindet die Glühlampe nur, um bei der Entwicklung einer viel ambitionierteren Erfindung genug Licht zu haben. - Die Enttarnung von Papst Johannes als Päpstin Johanna. - Die Wikinger stimmen beim Begräbnis ihre Hymne an: „Hey, hey, Wickie!“ - Ausführliche Abmeldung der Protagonisten. Die Pestfrauen bedienen sich eines Hits von Tina Turner. |
| 6   | 18. März 2016    | - Ritter bauen mit ihren Rüstungen einen Auffahrunfall mit leichtem Blechschaden und zu klärenden Schuld- und Versicherungsfragen. - Tagungsroutine in der Tafelrunde: Geschäftsbericht und Wahl des Kassenwarts: Merlin. - War Boat: Folge 13, „Gewissensbisse“ und weitere Enthüllungen. - Western-Duell mit dem „Immer-alles-wörtlich-nehmenden-Joe“. - Zurück zur Bounty: Die Mannschaft beklagt sich bitter über eine demütigende „Folter“ nach einer harmlosen „Auspeitschung“ mit einer weichen Stoffrolle. - William Shakespeare provoziert mit seiner poetischen Theatersprache, die niemand versteht, eine Schlägerei beim Einkauf einer Banane auf dem Markt. - Eva Braun spricht Adolf Hitler die richtige optimistische Haltung beim Selbstmord ab. - Ausführliche Kommentare im Abspann; Merlin und alle andern reflektieren ihre Berufsbilder. |
| 7   | 22. April 2016   | - Götz von Berlichingen wird nach dem Goethe-Zitat „Er kann mich im Arsche lecken“ über korrektes Deutsch belehrt – nicht nur beim Schwäbischen Gruß. - Joseph Goebbels versucht bei seiner Sportpalastrede, das deutsche Volk mit Parodien von Benito Mussolini und Hirohito aufzumuntern. - Besonders emanzipierte Frauen werden Piraten auf hoher See, die Kapitänin besudelt aber trotzdem die schicken neuen Stiefel der Nachbarin mit Spucke, was diese aus der Rolle fallen lässt. - Ein Lehrer in der Steinzeit trifft sich in der Sprechstunde mit den besorgten Eltern eines schwierigen Schülers, der das Klassenzimmer (die Höhle von Lascaux) schon mit Wandmalereien „verschandelt“ sowie das Rad und das Feuer erfunden hat; die Mutter meint, es könne sich auch um eine Hochbegabung handeln, der Lehrer meint aber, der Junge sei auf einer Neandertalerschule besser aufgehoben. Der Junge wird mit dem Satz zitiert „Die Menschheit wird es mir einmal danken.“ - Papst Benedikt XIV. wird in einem Benediktinerkloster mit dort hergestellten alkoholischen Getränken und anderen Drogen abgefüllt. Es kommt zu einer wüsten Sauforgie. - Ludwig van Beethoven spielt am Klavier nach den Eröffnungstakten seiner 5. Sinfonie „Ballade pour Adeline“ - Adolf Hitler will ehrenhaft sterben, aber Eva Braun überlegt, ob es nicht netter wäre, zur Feier des Hochzeitstages den lustigen neuen Film mit Charlie Chaplin im Kino anzusehen. - William Shakespeare bringt bei einem Raubüberfall den Räuber mit seiner poetischen Theatersprache dazu, sich versehentlich selbst zu erschießen. - Zurück im Kloster: Nach der Sauforgie singen die Mönche Bob Marleys „No Woman, No Cry“ auf Lateinisch. - Götz von Berlichingen greift die erhaltene Deutsch-Nachhilfe noch einmal auf und verteidigt seine (und Goethes) Fassung des Schwäbischen Grußes. |
| 8   | 20. Mai 2016     | - Klaus Fuchs muss im Verhör vor dem Lügendetektor in absurder Logik formulierte Fragen beantworten. - Französische Revolution: Debatte der Jakobiner über eine hübschere Kopfbedeckung anstelle der Jakobinermütze. Ein Revolutionär schlägt andere Mützen vor, aber alle werden abgelehnt. - War Boat: Folge 87, „Kollateralschäden“ und immer noch dasselbe Thema; in jeder Folge darf auch der Koch jemanden totschießen. - Noch einmal andere Jakobinermützen: Die Spitzhaube des amerikanischen Ku-Klux-Klans empfiehlt sich. Es folgt der furchteinflößende Kriegsgesang „Frère Jacques, dormez vous?“, während der Jakobinertrupp mit grotesken Tanzschritten vorrückt. - Eskalation des absurden Verhörs des Klaus Fuchs vor dem Lügendetektor. - Mondlandung von Apollo 11: Neil Armstrong und die Bodenkontrolle unterhalten sich über die rechte Art, den Mond zu betreten. - Was William Shakespeare in der Zeit von 1584 bis 1592 genau gemacht hat, wissen wir nicht, aber vermutlich trat er unter anderem als Ausrufer auf. Nur leider versteht ihn keiner. - Inzwischen probiert man verschiedene Sprüche für die ersten Schritte auf dem Mond aus. Aber nichts passt so richtig oder ist noch nicht anderweitig vergeben. Die Szene endet damit, dass Armstrong in den Raumanzug pinkelt. - Im Verhör von Klaus Fuchs stellt sich heraus, dass Fuchs eigentlich Gesine Pappschnabel heißt und ein Golden-Retriever-Welpe ist. Fuchs kapituliert und gibt zu, die Geheimpläne der USA an den russischen KGB weitergeleitet zu haben, muss aber hören „Tut mir leid, das entspricht nicht der Wahrheit.“ - Der Hofnarr von Ludwig X. von Frankreich steigert seine Späße zum Slapstick. Der König kann sich vor Begeisterung kaum einkriegen. Die Szene endet mit der Torte im Gesicht. Der König stirbt fast vor Begeisterung. - Joseph Goebbels versucht bei seiner Sportpalastrede immer noch vergeblich, das deutsche Volk aufzumuntern, nun mit einem misslingenden Kartentrick. - Martin Luthers Versuch, seine 95 Thesen an die Tür der Wittenberger Schlosskirche zu nageln, scheitert an einem Gewittersturm. Luther hadert mit Gott. - Robespierre rechtfertigt sich für seine Taten, und Astronaut Armstrong erklärt ein für allemal, dass die Mondlandung absolut präzis in der Wüste von Nevada aufgebaut wurde und nicht in einem Hollywood-Studio, wie Verschwörungstheoretiker behaupten. Luther weist auf seine Selbstlosigkeit und Bescheidenheit hin. |
| 9   | 7. Oktober 2016  | - Brutale Raubritter (der Sprecher erwähnt den Wikipedia-Artikel) werden beim versuchten Überfall auf die Stadt Lübeck von unbedeutenden Verletzungen aufgehalten und zeigen groteske Wehleidigkeit. - Steinzeitmenschen diskutieren über Nacktheit. - Adolf Hitler sucht die Schuld für die Niederlage im Zweiten Weltkrieg bei seinem Schnupperpraktikanten, versöhnt sich aber mit ihm und bittet ihn um einen „sauberen Kopfschuss“, was der Praktikant wie immer vermasselt. Die Formulierung „Hitlers lustige Witzstimme“ wird geboren. - Ludwig van Beethoven ist erneut am Klavier zu hören mit einer bekannten Melodie aus unseren Tagen. Am Ende fällt er vom Klavierstuhl und streckt die Beine nach oben. - Prozess gegen Johanna von Orleans: Sie tritt in der Rolle einer redenhaltenden stereotypen Feministin auf, auch dann noch, als sie schon auf dem brennenden Scheiterhaufen steht. - Die erwünschte luxuriöse Verpflegung der Mannschaft der Bounty findet nach wie vor nicht Kapitän Blighs Billigung. Bligh soll deshalb in einem Beiboot ausgesetzt werden, was aber mehrfach scheitert, weil Bligh der einzige ist, der die benötigten Sachkenntnisse darüber hat, wie man ein Beiboot zu Wasser lässt; auch versteht nur er etwas von Navigation. - Napoleon Bonaparte am Vorabend der Schlacht von Waterloo, als die zweimal verschobene Weihnachtsfeier für die Männer nachgeholt wird. Alle besaufen sich, ein Napoleon-Imitator tritt auf, beleidigt und verspottet den Feldherrn, der zusehen muss. Auch Napoleon selbst besäuft sich. - Napoleon wacht als erster am nächsten Morgen auf und hält eine englische Rede, mit der er die schwedische Popgruppe Abba mit ihrem Song „Waterloo“ herbeibeschwört, indem er diesen Text ruft: „I was defeated, you won the war“. Alle tanzen und singen zum Song. - Gemaule des Schnupperpraktikanten, der trotzig seine Verdienste nach dem Krieg aufzählt. Und Johanna von Orleans bekräftig alles, was sie damals gesagt hat und beklagt den üblichen Männerüberschuss bei ihrem Strafprozess. Napoleon beendet die 9. Folge mit einer Zote, die seine Hand in der Weste erklärt. |
| 10  | 4. November 2016 | - Alexander der Große versucht vor der Schlacht bei Issos, sein Heer von der Bedeutung des Feldzugs und der Eroberung Persiens zu überzeugen. - Thomas Alva Edison erfindet ein sehr umständliches Furzkissen. - Joseph Goebbels bietet bei seiner Sportpalastrede in der Art eines Marktschreiers Fische zum Verkauf an. Erstmals verharrt die Menge in Schweigen nach der Frage „Wollt ihr den totalen Krieg?“ und jubelt erst ihr Ja, als er fragt, ob er sich die Fische „dorthin schieben soll, wo keine Sonne scheint“. - Ein Duell: Ein Adliger tritt gegen einen nicht satisfaktionsfähigen Bäckermeister an, weil der ihm ein nicht mehr ofenwarmes Brot 'geschenkt' hat, und erhält damit das Recht, sich nicht etwa nach Regeln duellieren zu müssen, sondern den Bäcker plump zu ermorden. - Versuch der Einführung einer Frauenquote unter Folterknechten der Inquisition, doch der Delinquent kann die unfähigen Bewerberinnen erfolgreich bestechen und so seinen alten Folterknecht zurückerhalten. - Auf der Bounty zeigen die Meuterer weiterhin ihre groteske nautische Inkompetenz. - Lied: „Wonderful World“ von Sam Cooke |

## Staffel 2
| Nr. | Erstausstrahlung   | Inhalt |
| --- | ------------------ | --- |
| 11  | 2. Dezember 2016   | - Die klösterlichen Schreiber verzweifeln, weil der diktierende Mönch sich während des Bibeldiktats verliest, so dass bereits geschriebene Passagen geändert werden müssten, was aber nicht so einfach ist. - Die Entwicklung des trojanischen Pferds beginnt mit einem kleinwüchsigen Griechen, der auf einem 1,10 m hohen Spielzeugpferd sitzt. Ein trojanischer Bogenschütze schießt den kleinen Mann einfach tot. - Robert Falcon Scott trifft am Südpol auf Christoph Kolumbus. - Pressekonferenz von Herodes zum Kindermord in Bethlehem. - Al Capone spricht zu seinen Untergebenen in einer vollkommen unverständlichen Bildersprache. - „Sternstunden der Menschheit“, im Jahr 7208 v. Chr.: wird die WC-Ente erfunden. - Kleopatra badet in Ziegenmilch und empfängt Gaius Iulius Caesar (als Klaus Kinski) mit freundlichen Worten. Es kommt, wie es kommen muss, aber Kleopatra gibt ihm kräftig Kontra. Am Ende umarmen und küssen sich beide leidenschaftlich. - 1. Folge von „Erich währt am längsten“ als allgemeine DDR-Präsentation. Udo Lindenberg erscheint und wird von Erich Honecker erschossen. Margot Honecker erfährt, was „Geschlechtsverkehr“ ist. Egon Krenz trifft den Staatsratsvorsitzenden auf dem Männerklo und hört, dass Erich den gesamten Beelitzer Spargel schon alleine aufgegessen hat. - Jesus wird, als er bei seiner Bergpredigt eine kleine Pause einlegt, um gute Ratschläge zu recht weltlichen Dingen gebeten, die er allesamt so erteilt, dass nur er davon einen Vorteil oder auch seinen Spaß hat. Am Ende erfahren wir, dass Judas die Jesus-Rolle gespielt hat. Er meint, Jesus habe „so eine schluffige Art“, mit der er nicht so gut ankomme. - Die Sketch History Zeitzeugen melden sich noch einmal mit Kommentaren. |
| 12  | 3. Februar 2017    | - Ein DDR-Bürger beantragt eine Reiseerlaubnis nach Paris und besiegt dabei die monströse DDR-Bürokratie. Allerdings kann er die Reise erst nach der Wende antreten. - Im Wilden Westen verteilt der Sheriff Strafzettel wegen falsch parkender Pferde. - Selbst Nofretete ist machtlos angesichts der völlig unpraktischen ägyptischen Hieroglyphen-Schrift. - Giacomo Casanova redet Gastarbeiterdeutsch und braucht für seine plump-aufdringliche Art der „Verführung“ einen Spickzettel. Er wird aber aus dem Fenster geworfen. Von unten tönt: „Ich liebe dich auch“. - „Sternstunden der Menschheit“, 7050 v. Chr.: Erfindung der Radachse. - Eine amerikanische Flugzeugbesatzung, die während des Angriffs auf Pearl Harbor darauf besteht, ihre Checkliste vor dem Start durchzugehen. - Das von Leonardo da Vinci für das Malen der Mona Lisa bestellte Aktmodell stellt sich als Mann heraus. Aber der Maestro macht aus der Not eine Tugend. - Eine Biene in der Ritterrüstung versetzt den Betroffenen in Panik. - Leonardo und die Mona Lisa: Das Bild gelingt. Leonardo und das Aktmodell küssen sich leidenschaftlich. Leonardo beschwichtigt, dies führe ja zu weiter nichts als zum Geschlechtsverkehr. - Tafelrunde: Die Ritter begrüßen freudig Merlin und sind zutiefst beeindruckt von den grauenvollen Einzelheiten seiner Abenteuer. Aber auch er wird von Galahad entzaubert: Er hat nur Zaubertricks auf einem Kindergeburtstag vorgeführt und dabei einem Kind den Arm abgehackt. - Eine Autowäsche für Ritter in der Rüstung mit „Unter-Hoden-Schutz“. - Die Sketch-History-Zeitzeugen kommentieren. |
| 13  | 17. März 2017      | - Die antiken Marathonläufer sind nach der Schlacht von Marathon lediglich an ihren sportlichen Leistungen interessiert. - Erneut gibt es in der klösterlichen Schreibstube höchst unerwünschte Änderungen am bereits geschriebenen Bibeltext: Der Papst hat per Dekret die Zahl der Apostel verringert. Die Schreiber drehen durch und schmeißen ihre Manuskripte in die Gegend. - John F. Kennedy soll von der Air Force One aus auf den Sturz des vietnamesischen Präsidenten Ngô Đình Diệm reagieren, hat aber nur Augen für die Flugbegleiterin. - Pressekonferenz von Walter Ulbricht am 15. Juni 1961: Es soll keine Mauer gebaut werden, sondern lediglich eine „Raumbegrenzungseinheit“. Wir erfahren, was er sich sonst noch so wünscht. - Robert Falcon Scott erhält am Südpol einen Telefonanruf von Roald Amundsen. - Zweiter Auftritt von Casanova, der aber wieder aus dem Fenster fliegt. Er ruft hinauf, seinem Penis sei „nix passiert“. - Galahad hat eine Magenverstimmung und erbricht in den Heiligen Gral mit recht ekelhaften Folgen. - Kaiser Nero langweilt sich (leider nur bildlich) zu Tode. - Zurück zu Artus und zum Gral. Es stellt sich heraus, dass der angelieferte Gral nur ein Ansichtsexemplar ist, und dass der echte Gral bei Gefallen jetzt noch geordert werden muss. - Drogenboss Pablo Escobar duldet keine Widerworte von seinen Untergebenen und erschießt alle nacheinander. - die Sketch-History-Zeitzeugen erscheinen nochmals. |
| 14  | 5. Mai 2017        | - Kaiser Nero akzeptiert keine Indizien dafür, dass er für den Großen Brand Roms verantwortlich ist. - Einblick in die Suffragettenbewegung: Die kämpferischen Frauen wollen nun doch nicht alle Männerberufe ausüben. Am Ende wollen sie, dass alles so bleibt, wie’s ist. - The Beatles haben Yoko Ono bei der Produktion des Weißen Albums der Beatles und ihre Interpretation von „Yesterday“, zu akzeptieren. - Die Care-Pakete der Berliner Luftbrücke enthalten hauptsächlich Kosmetik-Artikel – für beide Geschlechter. - Eine weitere List der Griechen im Trojanischen Krieg schlägt fehl. - Wyatt Earp erschießt versehentlich drei Männer, entschuldigt sich aber damit, dass er den Sterbenden Autogramme gibt. - Undercover-Polizisten von Scotland Yard ermitteln bei der Fahndung nach Jack the Ripper als Verdeckte Ermittler im Londoner Gossenmilieu. |
| 15  | 2. Juni 2017       | - Kleopatras Bad in Eselsmilch und was wir mit Cäsar erblicken, als sie sich daraus erhebt. - Wie es zu den letzten Worten von Caesar bei seiner Ermordung kam. - „Sternstunden der Menschheit“, 15468 v. Chr.: Erfindung des Patriarchats. - Francis Drake präsentiert recht alberne Mitbringsel aus Amerika für Königin Elisabeth I. - „Sternstunden der Menschheit“, 10847 v. Chr.: Erfindung der Emanzipation. - Mitwirkung der Firma „Trockenbau Kasallek“ beim Bau der ägyptischen Pyramiden. - 1. Folge von „Kommt ein Mann zum Medicus“. - 2. Folge von „Erich währt am längsten“. - Die Buße von König Heinrich IV. auf dem Gang nach Canossa. - „Sternstunden der Menschheit“, 10846 v. Chr.: Erfindung der Paartherapie. |
| 16  | 15. September 2017 | - Tag der offenen Tür im Folter-Kerker der Spanischen Inquisition. - „Sternstunden der Menschheit“, 14734 v. Chr.: Erfindung des Selfie-Sticks. - Wilder Westen: Duell zwischen Pat Garrett und Billy the Kid als kleinwüchsigem Klaus Kinski. - Robert Falcon Scott kommen Zweifel, als er am vermeintlichen Südpol einen Eisbären sieht. - Pharao Ramses II. wird mühselig über die Bedeutung des Worts Eunuch aufgeklärt. - 2. Folge von „Kommt ein Mann zum Medicus“. - Bürgerprotestbewegung gegen den Bau des Kölner Doms. - Erneute Korrektur des bereits geschriebenen Bibeltexts im Kloster zum Leidwesen der Schreiber: Es sollen weniger Frauen auftreten. - Francis Drake vertreibt sich das Warten auf die Königin, indem er sie vor dem ganzen Hofstaat satirisch verspottet und dabei zu spät bemerkt, dass sie plötzlich genau hinter ihm steht. Sie droht ihm mit Hinrichtung und schilt ihn dann aus, dass er statt eines spanischen ein britisches Schiff aufgebracht habe; er entschuldigt sich damit, er habe den Schiffsnamen „Endurance“ für spanisch gehalten. Die Szene endet damit, dass er wie Elisabeth die beiden Mitbringsel, Kartoffeln und Tabak, miteinander verwechseln. - Kleopatra beim Bad in Eselsmilch streitet mit Mark Anton über Nichtigkeiten und entsteigt dem Bad nackt und vom Hals abwärts weiß gefärbt. |
| 17  | 6. Oktober 2017    | - Kaiser Nero gibt eine Kontaktanzeige auf. - Napoleon Bonaparte verliert die Schlacht von Waterloo, weil er deren Planung seinem Schnupperpraktikanten überlassen hat; er soll die Chance erhalten, aus Fehlern zu lernen. - „Sternstunden der Menschheit“ 19598 v. Chr.: Erfindung des WD-40, eines Schmiermittels. Kinski springt aus der Kulisse und hat seine übliche performance. - Mitwirkung von „Trockenbau Kasallek“ am Bau des Eiffelturms. - Trojanischer Krieg: Das griechische Heer versucht vergeblich, als „Auszubildende“ eines Klempners in Troja einzudringen. - Klösterliche Schreibstube: Nun ist es das h im Namen Jesu, das entfernt werden muss. - 3. Folge von „Erich währt am längsten“. Honecker als „alter Schützenkönig“ erschießt persönlich Mauerflüchtlinge. - Wilder Westen: Der Sheriff verteilt wieder Strafzettel. - Kaiser Nero langweilt sich trotz der blutigen Darbietungen im Circus Maximus. Er lässt eine Tänzerin zum Tod verurteilen und zwingt stattdessen einen aus seiner Palastwache, „erotisch“ zu tanzen. - Ein Nachtwächter im Mittelalter missversteht seine Berufsbezeichnung als „Nacktwächter“ und erscheint mit seiner Truppe nackt zum Dienst. - Die „Sketch-History-Zeitzeugen“ kommentieren, Honecker entwickelt ausführlich seine Pläne. |
| 18  | 3. November 2017   | - Bei einem Verhör der Inquisition treffen sich zwei Sandkastenfreunde wieder. - „Sternstunden der Menschheit“ 11246 v. Chr.: Erfindung des klatschgesteuerten Lichtschalters. - Al Capone erscheint, der wieder blumige und unverständliche Redewendungen gebraucht. - 4. Folge von „Erich währt am längsten“. - Leonardo da Vinci erfindet im Auftrag des Vatikans den Zweitschlüssel, das Reserverad und den Raum für Notizen. - In der Tafelrunde: Sir Parceval berichtet von einem Abenteuer, das sich als Vision unter dem Einfluss psychoaktiver Pilze entpuppt. - Francis Drake überreicht Elisabeth I. wieder Geschenke aus der Neuen Welt. - Yoko Ono musiziert zu „Hey Jude“. |
| 19  | 8. Dezember 2017   | - Wilder Westen: Der Sheriff verteilt Strafzettel wegen Ruhestörung. - Howard Carter öffnet vor laufender Kamera den Sarkophag des Tutanchamun und löst eine blaue Staubexplosion aus. - Pablo Escobar äfft seine Kumpane nach, bis diese es ihm nachtun. Am Ende hat er alle erschossen. - Pressekonferenz von Meister Gerhard zum Bau des Kölner Doms, worin klar wird, wie der „Kölner Klüngel“ funktioniert. - Bei der Bergpredigt fordert das Publikum „mehr Weisheiten“ für sein Eintrittsgeld, als Jesus nach „drei Platitüden“ das Volk nach Hause schicken will. Jesus improvisiert Albernheiten, bis er all jene selig nennt, die zahlen und dann verschwinden. - Nach den Atombombenabwürfen auf Hiroshima und Nagasaki streiten sich zwei Bomberpiloten, wer von beiden die dritte Bombe auf Tokio abwerfen darf, verpassen aber über ihrem Streit den richtigen Zeitpunkt des Abwurfs. Sie müssen nach Cuba desertieren. - Im Trojanischen Krieg: Die Trojaner erkennen das nun ausreichend große Trojanische Pferd auf Anhieb als List der Griechen und vereiteln die Eroberung der Stadt endgültig, indem sie es in Brand schießen. - Hausbesichtigung im Alten Rom – auch als Parodie auf die moderne Immobilienwirtschaft. - 3. Folge von „Kommt ein Mann zum Medicus“. |
| 20  | 20. September 2019 | - Redaktionskonferenz der vier Evangelisten. Es geht darum, was zu geschehen hat, damit das Buch sich gut verkauft. Man einigt sich darauf, ein paar spektakuläre Wunder einzubauen. - Ansagen der Flugbegleiterinnen vor amerikanischen Fallschirmjägern vor der Landung in der Normandie. - Robert Falcon Scott wird am Südpol ein gesungenes Telegramm von Roald Amundsen zugestellt: Ein Sänger trägt „The Winner Takes It All“ von ABBA vor. - John F. Kennedy erleidet an Bord der Air Force One einen weiteren Anfall seiner Hypersexualität und treibt es am Ende mit der Pilotin. - Es erscheint wieder eine Science-Fiction-Remniniszenz: Das abgestürzte Flugzeug verwandelt sich in einen Transformer-Roboter. - Zugleich wird im Kloster ein erneutes Umschreiben der Bibel notwendig, weil Jesus nun doch nicht von silbernen Himmelsschiffen abgeholt wurde. - Beim dritten Auftritt Giacomo Casanovas wird er von einer Cousine der eigentlichen Zielperson empfangen und von ihr mit sexistischen Sprüchen in die Flucht getrieben; er springt diesmal selbst aus dem Fenster. - Philipp II. bewirbt sich nun als virtuos Spanisch sprechender Klaus Kinski um die Hand der englischen Königin und scheitert. - Eine bis in die Gegenwart reichende Bürgerprotestbewegung gegen den Bau des Eiffelturms tritt auf. - Entwarnung in der Klosterschreibstube. Die schreibenden Mönche werden wieder unterbrochen, aber diesmal nur zum Mittagessen. - Lied: „Time Warp“ |

## Staffel 3
| Nr. | Erstausstrahlung   | Inhalt |
| --- | ------------------ | --- |
| 21  | 6. April 2018      | - Probleme bei der Aufzeichnung von „Stayin’ Alive“ der Bee Gees. - Medizinvorlesung: Demonstration des ersten Augenlasers, aber der Patient bekommt den Kopf weggelasert. - Der Mann mit der eisernen Maske als junger Karl Dall. - Vincent van Gogh schneidet sich ein Ohr ab, um es beim Selbstporträt richtig malen zu können. - Soldaten im Vietnamkrieg versuchen sich der lokalen Bevölkerung begreiflich zu machen. Das gelingt aber nicht, weil der amerikanische „Dolmetscher“ nur das gruselige Pidgin-Englisch der Vietnamesen spricht. Verständigung wird erst möglich, als ein anderer Soldat es mit einem chinesischen Pidgin-Englisch versucht. - 1. Folge „Väter der Granate“: Adolf Hitlers Erlebnisse im Ersten Weltkrieg. Er versagt immerzu und wird grob zurechtgewiesen. - Hexenverbrennung: Die Hexe singt auf dem brennenden Scheiterhaufen das Lied „Ich brenn für dich“. - Mitwirkung der Firma Kasallek beim Bau des Mount Rushmore National Memorial. Dieses Mal werden Horst und Jürgen damit überredet, dass jede Menge Huren in einem Erste-Klasse-Hotel auf sie warten. Sie „kloppen“ aber nicht die Präsidentenköpfe in den Granit-Fels, sondern sich selbst mit je einer „Mieze“ im Arm. Später muss alles wieder neu gemacht werden. |
| 22  | 13. April 2018     | - Am Ende von Jesu Abendmahl stellt Jesus die Frage „Entschuldigung! Können wir zahlen bitte?“ Die Antwort der Kellnerin: „Geht das zusammen?“ Jesus: „Ja gerne“, und alle 13 nun unisono: „Entschuldigung! Können wir zahlen bitte?“ - Marco Polo besteht darauf, tatsächlich mit dem Kublai Khan Abenteuer erlebt zu haben. Er bringt seiner Frau Asia-Food mit, hat aber die Frühlingsrollen und die Glückskekse) vergessen. Er macht sich sofort auf den Weg, das Fehlende zu besorgen. - 1. Folge von „3 Zimmer, Küche, Baader“: Lied von Udo Lindenberg über die „bekloppte Baader-Meinhof-Gang“. Holger Meins wird für seine entsetzliche Dummheit ständig geohrfeigt. Helmut Schmidt erscheint und fragt, ob man ihm mit ein paar Stangen Zigaretten aushelfen könne. - Altes Rom: Rekrutierung eines unbedarften Gladiators aus Vindobona (= Wien). - Loki Schmidt im Bett mit Rainer Langhans. Schmidt auf dem Sofa mit Terroristen im Zigarettenrauchnebel kauft für 80 Mark Zigaretten. - Langhans in der Badewanne gesteht der Uschi Obermaier, dass er mit der Loki Schmidt im Bett war. „Die Arme“ meint die Uschi nur mitfühlend. Danach geht sie aufs Klo neben der Badewanne. - Schmidt erklärt der Loki, es interessiere ihn überhaupt nicht, ob Rauchen schädlich sei, es komme ja nur darauf an, dass man gesund bleibe. Die deutsche Sozialdemokratie sehe das auch so. - Mitglieder des Ku-Klux-Klans treten in ihren Kostümen auf. Sie werden zusammen mit berühmten amerikanischen Komikern vorgestellt. - Erwin Rommel und sein Stab denken über einen Spitznamen für den Feldmarschall nach, finden aber keinen passenden. - Der Papst ruft zu den Kreuzzügen auf, aber die verpflichteten Ritter sind skeptisch und bringen mannigfache Gegenargumente. Es entspinnt sich eine auch theologisch ausufernde Debatte. - Es äußern sich noch die „Sketch-History-Zeitzeugen“ mit vertiefenden Hinweisen. |
| 23  | 20. April 2018     | - Osama bin Laden ruft am 10. September 2001 George W. Bush an und kündigt „einen Anschlag“ an. - Medizinvorlesungs-Sketch: Ferdinand Sauerbruch lässt einen Eingriff von seinem Schnupperpraktikanten vornehmen, der immer alles vermasselt. Hier endet es mit dem Tod des Patienten. - Gefangene des Vietcong spielen Russisch Roulette mit Pralinen, die nicht alle die gleiche Füllung haben, als die letzte Revolverpatrone verschossen ist. Es stellt sich aber heraus, dass sich die präparierte Praline geschmacklich nicht sehr von den andern unterscheidet. - 2. Folge „Väter der Granate“ – erneut peinliche Erlebnisse Adolf Hitlers. Am Ende schreibt er einen Brief an die Frau Mama, er habe leider durch ein Missgeschick die Hälfte seiner Gehirns eingebüßt, sei aber sicher, dass er es auch so noch weit bringen könne in Deutschland. - Mata Hari entkommt als Doppelspionin im Orient-Express nur knapp ihren drei Kontaktmännern aus den verfeindeten Kriegsparteien. - Duell zwischen Heinrich Heine und dem Bankier Salomon Strauß, aber im Unterschied zum historischen Verlauf 1841 (Heine wurde leicht verletzt), verständigen sich die beiden Duellanten gutgelaunt. - Herkunft des Turiner Grabtuchs: Jemand, der eine Leiche auf einem Handkarren mit sich führt, kauft auf einem Markt ein mit einem bärtigen Mann vorbedrucktes Leichentuch und legt es über die Leiche in seinem Schubkarren. - Zurück beim Duell, dessen normalen Ablauf die beiden Duellanten zunächst stark hinauszögern. Schließlich erschießen die beiden nicht einander, sondern den Leiter des Duells, dessen „Ton“ ihnen nicht gefallen habe. - Osama bin Laden macht Yoga-Übungen für Terroristen auf seinem Gebetsteppich. - Die „Sketch-History-Zeitzeugen“: Der Schnupperpraktikant mit einer Stefan-Raab-Parodie, Mata Hari mit Späßen, Gaius Bestatticus mit seinem stillen Vergnügen bei der Auffindung des Turiner Grabtuchs. Jeder der drei Mata-Hari-Kontaktmänner ist überzeugt, dass er Mata Haris bester Liebhaber war. Heine schließt mit einem Gedicht. |
| 24  | 27. April 2018     | - Der Ku-Klux-Klan erscheint. Ein Kölner Karnevalist ist auch dabei. - Dem Sigmund Freud fällt bei der Behandlung eines Patienten, der wüste Mordphantasien preisgibt und bereits die Sprechstundenhilfe erschlagen hat, weiter nichts Außergewöhnliches auf. - Das Konklave nach dem Tod von Papst Clemens IV. schafft es drei Jahre lang nicht, einen Nachfolger zu wählen. - Jesus vollbringt das „Hutwunder von Nazareth“, wirft einen Stein nach oben, der nicht herabfällt. Als die Jünger argwöhnen, er habe den Stein nur einfach weggeworfen. wiederholt Jesus alles mit einem Hut, der nun sichtbar in der Luft schwebt. (Der Besitzer des Hutes ist verärgert.) - Medizinvorlesung mit Christiaan Barnard, der bei der ersten Herzverpflanzung ein riesiges Blutbad anrichtet. - Erwin Rommel leidet vor der Schlacht von El Alamein an schweren Motivationsproblemen und teilt das den Männern unverblümt mit. - Eine Kundin auf einem mittelalterlichen Markt legt bei Tierprodukten Wert auf artgerechte Tierhaltung und maximales Tierwohl und räumt mit der Ansicht auf, es habe damals niemand gelebt, der sich für Umwelt und Tierschutz einsetzt. - 2. Folge „3 Zimmer, Küche, Baader“ - Baader und Meins haben Haushaltsprobleme ohne „die Weiber“, die sich in einem palästinensischen Ausbildungslager aufhalten. Aber die Kommune 1 hilft aus. - Loki Schmidt erscheint. Sie ist auf der Suche nach ihrem Mann, „diesem Schürzenjäger“ und geht wieder, ihn zu suchen. Unterdessen erscheinen Schmidt und Uschi O. nach einem gemeinsamen Schäferstündchen. Schmidt kommentiert die Begegnung pedantisch. - Loki Schmidt und Rainer Langhans im Bett. Loki berichtet über den Sex mit Helmut und wie viele Zigarettenlängen der dauert. Langhans lernt, was eine Erektion ist. - Vincent van Gogh schneidet sich ein Ohr ab, um beim Scharadespiel die Redewendung „jemanden ein Ohr abkauen“ (d. h. mit Dauereden auf die Nerven gehen) darstellen zu können. - Die „Sketch-History-Zeitzeugen“ erläutern: Jesus erklärt den Huttrick, drei Kardinäle eröffnen ein etymologisches Chaos bei der Erläuterung des Wortes „Konklave“, die mittelalterliche Tierfreundin wütet gegen sexistische Männer. |
| 25  | 4. Mai 2018        | - Catch-22-Logik bei der Hexenverfolgung: Die Frage, ob eine Frau eine Hexe ist oder nicht, kann nicht widerspruchsfrei beantwortet werden. Darüber bricht Streit unter den Hexenverfolgern aus, der aber in fröhlichem Gelächter endet. - US-Präsident Kennedy leicht verletzt nach dem Attentat von Dallas im Privat-Jet mit Robert McNamara, seiner Frau und Marilyn Monroe. Aber Jacqueline wirft MM mit „So, hier geht's lang“ kurzerhand aus dem Flieger. Kennedy zu McNamara: „Lassen Sie's wie Selbstmord aussehen! Das ist ein Befehl!“. - 3. Folge von „Väter der Granate“: Adolf Hitler im Ersten Weltkrieg: Er muss mit dem Dackel des Generalfeldmarschalls im Schützengraben Gassi gehen, aber die Kameraden Schlotz und Fratz haben ihm statt des Dackels eine Mörsergranate an die Leine gebunden. Hitler ist zu dumm, das zu bemerken. Es kommt zum üblichen Wutanfall des die Stellung inspizierenden Generalfeldmarschalls. Hitler verliert im weiteren Verlauf einen Arm und teilt das in einem Brief der Frau Mama mit. - Verhandlungen von Helmut Schmidt mit einem sowjetischen Gesandten über den Austausch von Spionen. Es stellt sich aber heraus, dass die beiden nur über den Tausch von Panini-Sammelbildchen zur Fußball-Weltmeisterschaft 1982 verhandeln. - Erneute Medizinvorlesung: Peter Deyhle gelingt die weltweit erste rektale Tonsillektomie, also die Entfernung der Mandeln auf dem Weg der Darmspiegelung. - Friedrich Trump, der Großvater von Donald Trump, bewirbt im Wilden Westen ein Wundermittel gegen sämtliche Beschwerden, wird aber als Betrüger von der aufgebrachten Menge durchschaut und aus dem Städtchen gejagt. - Proteste der Einwohner von Trier gegen die römische Besatzung wegen eines Aquäduktes sind nur leeres untertäniges Geschwätz und verlaufen im Sand; die beiden Beschwerdeführer werden abgeführt. Mucius Romanus, der „Warmaquäduktler“, lobt anschließend die verständnisvolle römische Behandlung der unterworfenen Völker; überall gebe es ja Kummerkästen, die sofortige Verhaftung und Kreuzigung versprächen. - Peter Criss von Kiss beklagt sich erfolglos bei seinen Bandkollegen über sein Kostüm, das er nicht furchterregend genug findet. |
| 26  | 11. Mai 2018       | - Erste Blinddarmoperation durch William W. Grant 1895 in Baltimore - Klaus Kinskis Wutausbrüche beim Dreh des Films Fitzcarraldo werden als pure Inszenierung des Regisseurs Werner Herzog zu PR-Zwecken enttarnt. Kinski kann bis zum Schluss nicht verstehen, warum er hier so übel herumplärren soll. - Das Duell-Ritual der Waffenwahl: Ein Duellant wählt den Degen, der andere wählt die Pistole und erschießt seinen Gegner sofort. - Karl Dall als offensichtlich geisteskranker Brigadegeneral im Ersten Weltkrieg tritt auf, sein schwachsinniges Auftrittslied „Komm mal wieder an die Westfront – Izzi-bizzi-Angriffskrieg“ grölend. Er erläutert den Soldaten, wie die Stadt Verdun am besten einzunehmen ist. Seine Ratschläge sind jedoch nichts als dumme Zoten. Er gerät darüber mit dem lokalen Hauptmann in Streit und erschießt ihn kurzerhand. - Die Betreiber zweier antiker Souvenirstände vor den ägyptischen Pyramiden treten als Geschäftskonkurrenten auf. - Das Kardinalskollegium nach dem Tod von Papst Clemens IV. findet weitere Gründe für die lange Sedisvakanz. Jeder der Kardinäle hat nur sich selbst gewählt. In dieser Notlage wählt die Versammlung schließlich den Wein nachschenkenden Diener zum neuen Papst. - 3. Folge von „3 Zimmer, Küche, Baader“: Die Terroristen treffen sich wieder gemütlich mit den Mitgliedern der Kommune 1. Es ist von monströsem Sex die Rede. - Langhans soll ein Päckchen bei der Post ans Bundeskriminalamt zur Post bringen und öffnet es mit Uschi O. Sie finden eine Erpresserbotschaft und ein abgeschnittenes Ohr. Langhans erschrickt, weil er glaubt, es sei eins von seinen Ohren; er habe sie nämlich schon seit Jahren nicht mehr gesehen. Aber es gehört Holger Meins, wie man später erfährt. - Wilder Westen: Calamity Jane wird vom „Immer alles als sexuell doppeldeutig missinterpretierenden Charly“ gestellt. - Besonders wichtige Kommentare der „Sketch-History-Zeitzeugen“, vor allem bezüglich Klaus Kinski und Werner Herzog. |
| 27  | 27. September 2019 | - Grenzsoldaten der DDR fühlen sich durch den Bau von automatischen Selbstschussanlagen als Menschen herabgesetzt. - Römische Gladiatoren haben massive Vorbehalte, Löwen zu töten oder auch nur mit ihnen zu kämpfen. Schließlich seien das vom Aussterben bedrohte Arten, der Artenschutz verbiete das, bei Eichhörnchen sei das eher möglich: aber das weist nun der Leiter der Gladiatorenschule zurück. Auch alle anderen Vorschläge, was in der Arena geschehen könne, treffen auf massive Einwände von beiden Seiten. - Der Leiter der Gladiatorenschule kommentiert und nennt seinen Einsatz für die jungen Menschen eine Investition in die Zukunft. - Die Firma Kasallek installiert in einem französischen Barockschloss das erste Wasserklosett der Welt und weist darauf hin, wie eine solche Einrichtung zu benutzen sei. Aber die „Puderquastenbrigade“ reagiert abweisend. Horst und Jürgen sind verärgert über so viel Undank. - Bedenken des Aufnahmeleiters im Tonstudio bezüglich der allzu hohen Stimmen der Bee Gees. - Bedenken werden geäußert, ob Marco Polo wirklich das Polohemd, das Pferdepolo und den VW-Polo erfunden hat, auch zweifelt seine Frau daran, dass er jemals in China war, als er nach 24 Jahren zurückkommt. Aber er räumt ihre Zweifel aus. - Erneut Das letzte Abendmahl: Judas bestellt ein Riesenmenü, aber Jesus verfügt eine Beschränkung der Speisenauswahl auf Brot und Wein. - Helmut Schmidt verhandelt mit einem sowjetischen General über die Lieferung chinesischer Zigaretten an ihn. - Kreuzritter und Seldschuken spielen gegeneinander Bingo; es geht darum, wem das Verfügungsrecht über die Stadt Antiochia zugeteilt wird. Aber beide Parteien haben Bingo, also geht das Gemetzel weiter. - Che Guevara kann seine Mitstreiter nicht recht zum Weiterkämpfen motivieren. Darum verspricht er ihnen eine „Revolution der gesamten Oberbekleidungsindustrie“ sowie eine Verkaufsbeteiligung an T-Shirts mit seinem Konterfei. - Vincent van Gogh ist massiv vom Lärm seiner Nachbarn gestört. Wir sehen die bösen Folgen. - Zwei DDR-Grenzsoldaten verpassen den Fall der Berliner Mauer. - Ausführliche Kommentare der „Sketch-History-Zeitzeugen“. Die beiden Soldaten schildern ihren beruflichen Werdegang; Marco Polo trifft in China drei Chinesen mit dem Kontrabass; Helmut Schmidt nennt den Franz Josef Strauß einen „richtig feinen Kerl“, wenn er auch verlogen, korrupt und machthungrig sei; Jesus beklagt, dass „dieser Szenemaler“ verlangt habe, dass alle an einer Seite des Tisches sitzen mussten. |
| 28  | 4. Oktober 2019    | - Ein weiteres Duell wird im Bolzplatz-Spiel „Pisspott“ entschieden. Der Verlierer muss sich selbst erschießen. - Venedig wird zur weltberühmten Wasserstadt, weil die Firma Kasallek damit beauftragt wird, einen defekten Brunnen zu reparieren. Aber wieder dankt es den beiden keiner. - John F. Kennedy übersteht das Attentat auf ihn nur leicht verletzt, wird aber in der Air Force One von Jacqueline Kennedy aus Ekel und Überdruss erschossen, als sie Zeugin wird, wie er die junge Ärztin aufs Widerlichste anbaggert. Kennedy ist tot, und so kann der anwesende Herr McNamara in seine Fußstapfen treten (Kommentar aus dem Off „und so wird der Kreislauf der sexuellen Gewalt niemals gebrochen“ usw.) - Wolfgang Amadeus Mozart soll unter den Augen seines Vaters Leopold vor Kaiser Joseph II. spielen, ist aber betrunken, unmotiviert und für den Status als „Wunderkind“ schon viel zu alt. - Der Militärarzt Fidel Pagés ignoriert die Tatsache, dass seine Periduralanästhesie wirkungslos bleibt. - Helmut Schmidt ruft bei einer Sexhotline an, die Angerufene entpuppt sich als seine Frau Loki im Nebenzimmer. Sie erscheint, es kommt zu einem Wortwechsel, aber dann rauchen die beiden ihre Versöhnungszigarette. - Einer der drei Musketiere, d’Artagnan, erscheint in einem Wirtshaus und trifft dort zwei Waffenbrüder, die er in einem deutsch-französischen Austauschprogramm kennen gelernt hat. Er provoziert seine deutschen Kollegen aber durch seine selbstherrliche Art dazu, ihn zu erschießen. - D'Artagnan protestiert im Kommentar. - Die Schafe eines Bauern im Mittelalter explodieren durch Blähungen; sie haben zu viel Sauerampfer gefressen. Die Ermittler von der „SOKO Salem“ verhaften dessen Frau und Magd als Hexen, weil sie mit Sicherheit das Schafsterben verursacht hätten. - Schwäbische Auswanderer um Adam Bürkle demonstrieren in Stuttgart (Arkansas) gegen den Bau eines Bahnhofs. Das Schimpfwort „Zitronenneger“ in schwäbischer Färbung erscheint mehrfach. - Zum Schluss erzählt der „Zeitzeuge“ Henk aus dieser Auswanderer-Gruppe aus seinem Leben. |
| 29  | 11. Oktober 2019   | - Kiss (Band) spielen nach dem Intro von „Detroit Rock City“ Rolf Zuckowskis Lied „In der Weihnachtsbäckerei“. - Jesu Abendmahl: Jesus verlässt erzürnt die Runde, nachdem er wiederholt von der immer wieder hereinplatzenden Bedienung unterbrochen wird. Als er weg ist, spielen Judas und die übrigen Apostel Poker. - Sigmund Freud bescheinigt einer unter einem Elektrakomplex leidenden Frau, völlig gesund zu sein. Sie verabschiedet sich erleichtert mit dem Versprechen, ganz gewiss ihre Mutter umzubringen. - Die Festnahme von Osama bin Laden scheitert, weil das SEAL-Team von George W. Bush dazu angehalten wird, dabei nach dem Plan eines Schnupperpraktikanten vorzugehen, der der Neffe des Präsidenten ist. - Kaiserin Sissi lässt sich fröhlich aber erfolglos in fehlerfreier Sprachverwendung unterrichten. - 4. Folge von „Väter der Granate“: Hitler schmückt den Weihnachtsbaum im Schützengraben und leiht ein eisernes Kreuz von einem Kameraden, selbst hat er keins, als Stern. Der Generalfeldmarschall kommt vorbei und lobt Hitler zum ersten Mal. Schlatz und Fratz, die beiden Übeltäter, zünden zwei Kerzen an, die sie auf Hitlers Schnauzbart rechts und links platziert haben. Der Generalfeldmarschall wird zurückgerufen und schreit „Der Bart brennt“. Hitler löscht den Brand mit dem Inhalt des Latrineneimers – und nun hat er nur noch ein Hitlerbärtchen statt des Schnauzbarts und eine Haarsträhne in der Stirn. - Vincent van Gogh verliert auch noch sein anderes Ohr, weil er beim Rasieren über den Besuch des Postboten so sehr erschrickt. - Die Heiligen Drei Könige müssen feststellen, dass einer von ihnen, Balthasar, den vierten König, „Turban-Günther“, aufgegessen hat, weil er keine Datteln mehr mag. - Jesu Abendmahl: Jesus und die Jünger werden des Lokals verwiesen, weil das gemeinsam abgesungene Lied „Danke für diesen guten Morgen“ andere Gäste stört. - Nur kurze Kommentare der „Sketch-History Zeitzeugen“. |
| 30  | 25. Oktober 2019   | - Nachdem ein Gladiator zum kompromisslosen Kampf aufgestachelt wurde, fliegen sofort nach seinem Betreten der Arena seine Körperteile durch die Gegend. - Generalfeldmarschall Johann von Buske versucht, seinen Untergebenen im Ersten Weltkrieg mit Floskeln einen Gegenangriff auf Verdun zu erläutern. Aber er redet völligen Unsinn in aussichtsloser Lage. - Sigmund Freud lässt sich beim Rorschachtest von seinem Patienten versichern, er sei durchaus in der Lage, Schmetterlinge zu malen. - Che Guevara und seine Rebellen versuchen zwei Kartoffelbauern in Bolivien zum Kampf anzuwerben, die aber nur dann mitmachen wollen, wenn sie künftig größere Kartoffeln ernten. - Musketier Athos ist überrascht über die neue Kleiderwahl seiner Kameraden Porthos und Aramis. - Che Guevara und die Kartoffelbauern immer noch beim Kartoffelsortenraten, aber dann wird die richtige Sorte gefunden, nur ist sie leider die einzige Sorte, die nicht größer wird. - Helmut Schmidt kann seiner Frau Loki nur sehr umständlich erklären, was er zum Mittagessen möchte. - Bin Laden versuchte angeblich schon früher einen Anschlag auf das World-Trade-Center zu verüben, kam jedoch bei der Al-Kaida-Hotline nicht durch. - Gegenpapst Clemens III. als Karl Dall überrascht seinen Sohn Papst Urban II. beim Konzil 1095. - Kaiser Ferdinand III. versucht eine neue 10-Dukaten-Münze als seltenes altes Geldstück bei einem Horst Lichter ähnlichen Händler wie bei „Bares für Rares“ anzubieten. - Alle Darsteller singen zum Abschluss das Lied „Wir sind der Mensch“. |